# Сецубун
«Сецубун» (яп. 節分) — свято напередодні весни, а за ним і четверте лютого — перший день весни — «Рішшюн» (立春). Японська весна має свій символ — квіти сливи, які знаменують відхід зими, початок потепління. Тема весни, тема квітів сливи — одна з улюблених у японській літературі, особливо поезії. Прихід Рішшюн знаменує відступ зимової холоднечі та народження весни. Сецубун за місячним календарем символізує зміну пір року.
Настання нового сезону в Японії незмінно урочисто святкується з найдавніших часів. І в цьому є свій сенс: запобігання хворобам у період зміни сезонів, мінливості погоди; побажання щедрого врожаю та щастя дітям — «Хацуума». Цьому присвячується і культова служба вдома та в буддійських храмах, де для широкого залучення пастви обирається «тоші отоко», або «щаслива людина року», щоб здійснити давній обряд. За старих часів це були поважні старці або знатні персони, а тепер роль тоші отоко виконують зірки, знамениті чемпіони національної боротьби — сумо тощо. Популярні актриси та спортсмени у барвистому вбранні, національних кімоно, з традиційними зачісками. І це служить чарівною привабливою силою для відвідування храмів, де скупчується багато людей, в тому числі молоді. Сецубун — день виконання старовинного ритуалу з вигнання з дому «оні» — чортів, а разом з ними — хвороб, нещасть і зловісних диявольських народжень, вигнання на весь наступний рік. Цей обряд називається «Цуйна» або «Мамемакі», що означає «посипати підпеченими бобами». Гучні вигуки лунають увечері Сецубуна над усіма островами Японії: «Фуку-ва учі, оні-ва сото!» — «Щастя в будинок! Чорти — геть!» Вигукуючи ці заклинання, найстаріші в сім'ї сакраментально посипають дім підпеченими бобами, ніби відганяючи всі нещастя, всі домашні негаразди. І під кожною японською покрівлею тріумфують веселощі, фестивальна радість дня.

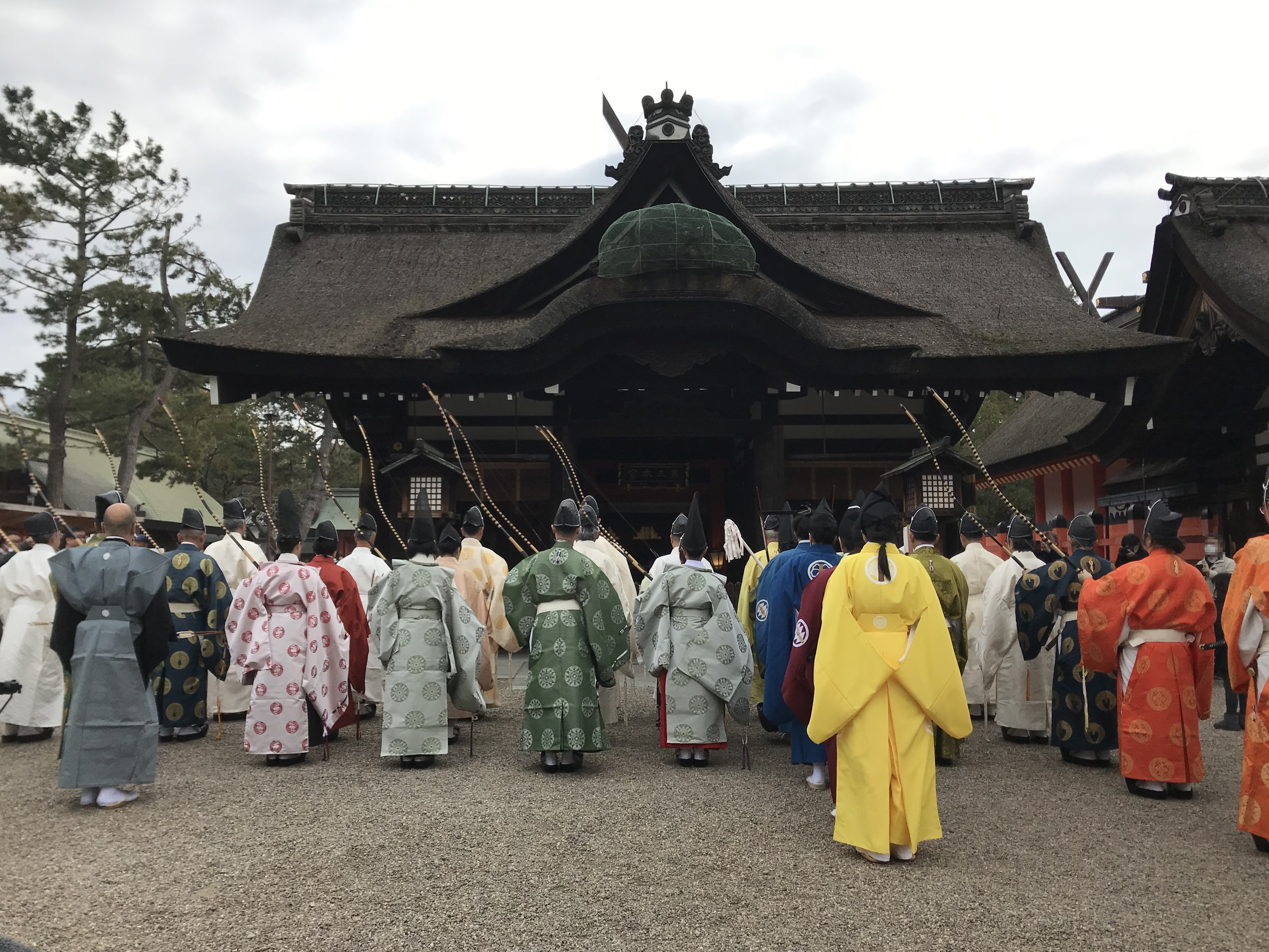
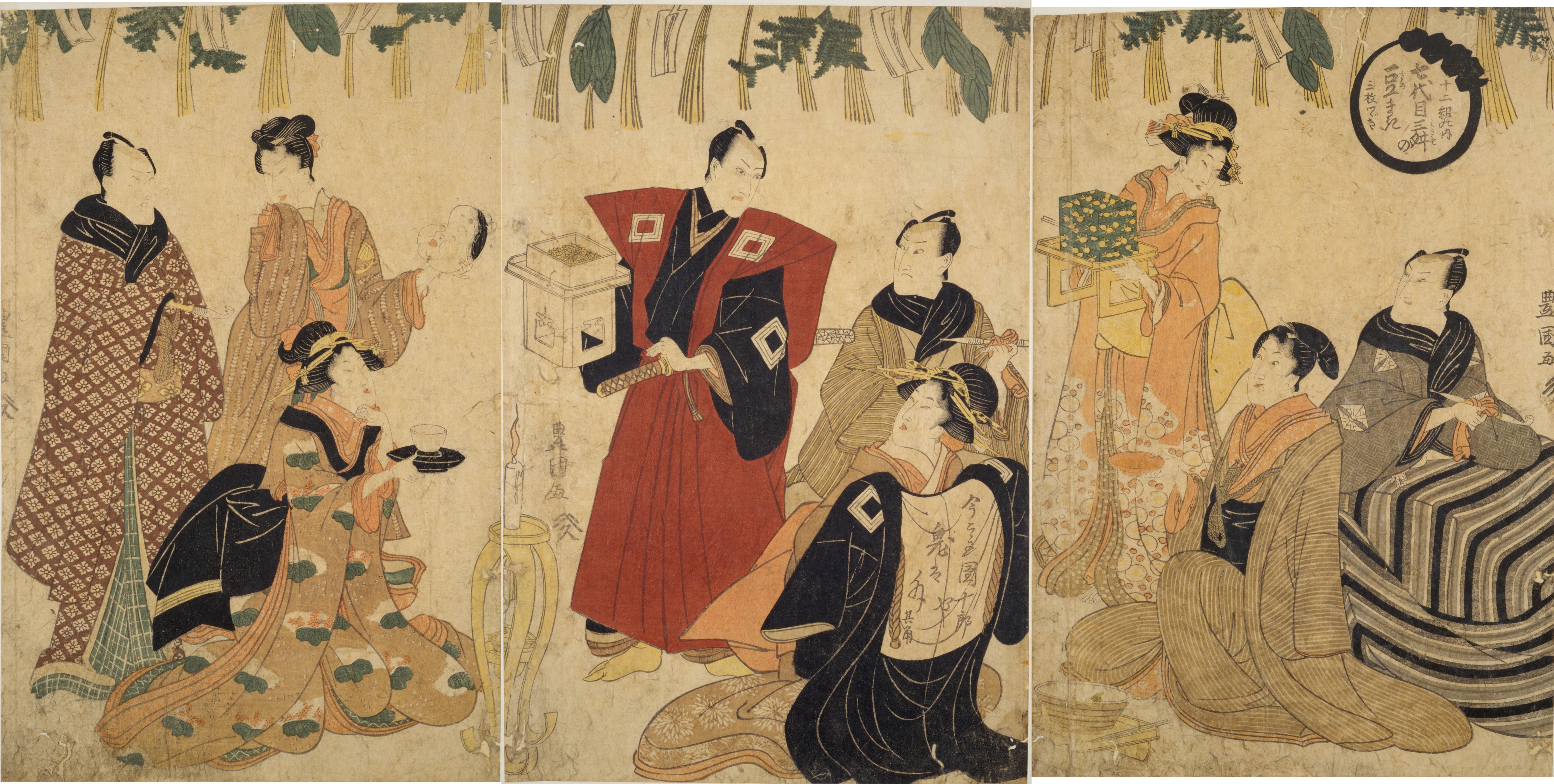
Утаґава  Тойокуні (1769–1825)
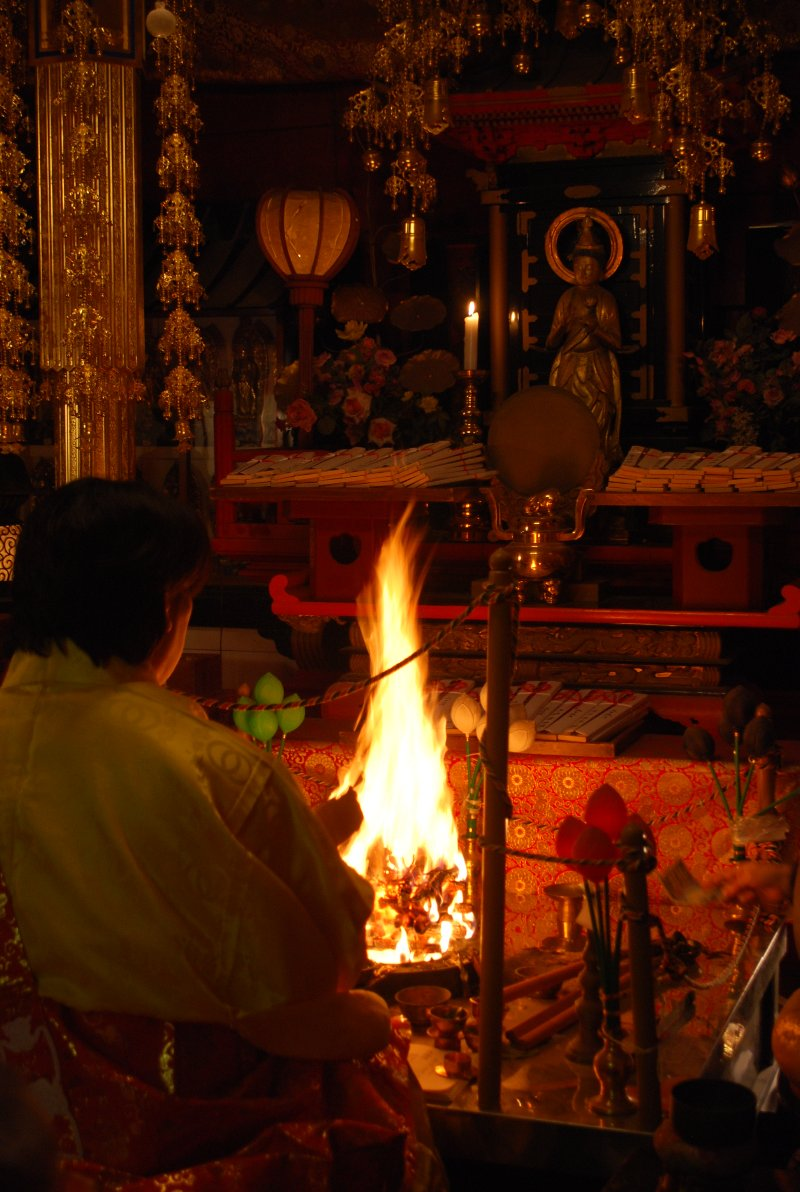

Диявольські сили, за народним повір'ям, є джерелом хвороб, всяких негараздів. З підступністю зловісних духів пов'язується виникнення землетрусів, пожеж, тайфунів. І коли посипають підпеченими бобами, добрими зернами, злі духи незримо зникають з таємних місць свого укриття. А для більшої переконливості у храмах, під час обряду, випускають людей одягнених у маски і шкури тигрів.
Вважається, що дияволи — чудовиська, що прийшли на землю з інших планет, розташованих десь між північчю та сходом або у напрямку між «Волом» та «Тигром». Літературні джерела свідчать, що цей звичай виник у 706 році, коли в Японії лютувала смертоносна епідемія, і вперше відзначено в Нара, давній столиці країни. Іноді разом із підпеченими бобами розсипають золоті монети («кобан»), карбування періоду Едо (нині Токіо). І боби розсипаються не тільки для того, щоб відігнати диявольські наслання, а й для вживання їх людьми.
Кожен має з'їсти стільки бобів, скільки йому років, і ще один додатковий, призначений для наступного року. Поглинання бобів «обіцяє принести здоров'я та удачу у житті». За старих часів вірили також, що в день Сецубун ґейші, якщо вони носять зачіску «марумаґе», яка вважається ознакою одруженої жінки, можуть зустріти в наступному році бажаного судженого.